# Bruno Henríquez
Víctor Bruno Henríquez (n. 1947), geofísico y escritor de ciencia ficción cubano.

## Carrera
Bruno Henríquez se graduó en geofísica en el curso superior de la Academia de Ciencias de Cuba y luego se convirtió en investigador del Instituto de Geofísica y Astronomía. 
En 1978 obtuvo la primera mención en el concurso David con el libro de cuentos "Aventura en el laboratorio", hecho que llevó a la UNEAC a convocar en los años siguientes un premio de ciencia ficción como rama distintiva dentro del concurso, marcando así el momento de un renacer de la ciencia ficción cubana.
Bruno Henríquez fue fundador y presidente del taller literario de ciencia ficción "Óscar Hurtado", así como asesor del taller "El Negro Hueco" (también de ciencia ficción). También creó el concurso de cuentos de ciencia ficción de la revista Juventud Técnica y el premio anual de cuento corto "Dragón".
Ha sido impulsor y organizador de los eventos anuales de ciencia ficción y director del grupo i+Real, el cual publica un boletín electrónico homónimo dedicado al género, de distribución gratuita.
Ha publicado cuentos, poesía y artículos de divulgación científica (algunos de los cuales han sido premiados) en diversas revistas cubanas y latinoamericanas. Poemas suyos han sido traducidos al ruso y al húngaro.
En 1998 se encargó de la selección y prólogo de una antología de la ciencia ficción cubana publicada en la Argentina, Polvo en el viento.

## Publicaciones

### Libros
- Aventura en el laboratorio Cuentos de cf. Editorial Oriente, 1988.
- En otro espacio. Cuaderno de poesía, Municipio de Cultura Plaza, 1987.
- Por el atajo, Cuentos de ciencia ficción. Editorial Oriente, 1991.
- Marte. Mito y realidad, Colihue Argentina, Ed. C-T, Cuba, 1994.
- "Chispas, llamas y estrellas: comentarios sobre el fuego. Divulgación científica. Ed. C-T Cuba 2005
- " Solo en su mente" Cuentos de ciencia ficción. Editorial Gente Nueva, 2011.  Cuba,
- "Marte. La exploración del cuarto planeta. (por Bruno Henríquez Pérez y Eladio Miranda Batle) Editorial Gente Nueva. 2014
- "Caos" Cuba, Cuentos de ciencia ficción. Editorial Gente Nueva, 2015.  Cuba

### Cuentos
- Ajeno en la muchedumbre, antología, Editorial Gente Nueva, 1988.
- varios cuentos en la revista Juventud Técnica entre 1965 y 1997.
- Estornudar el miércoles revista OtraCosa, N.º 1, México, 1992.
- Especulaciones, revista A quien corresponda, México, 1993.
- Craker, revista Axxón, N.º 62, Argentina, 1994.
- La señal, la palabra, revista Axxón, N.º 74, Argentina.
- Leyenda, revista Axxón, N.º 83, Argentina, y revista Somos Jóvenes.

### Poesía
- Ovnis revista Unión
- Piezas de repuesto revista Bohemia.
- Ovnis II revista i+Real N.º 0.
- Contacto cósmico revista i+Real N.º 1.
- Cuba1 y Cuba2 revista Tulán N.º 1.
- Verano de la ciencia ficción y Arenas y sombras suplemento CT-21 de la revista Juventud Rebelde.
- Génesis y Evolución Solaris N.º 0, Venezuela.
- Génesis Literaturnaya Gazeta, junio de 1983 (en ruso).
- selección de poemas para la revista Galactika, marzo de 1987 Hungría (en húngaro).